# Жінки у галузях STEM
Області науки, техніки, інженерії та математики (STEM), що зазвичай розглядаються як добре оплачувані професії з високим статусом і універсальною кар'єрною привабливістю, донині залишаються переважно чоловічими з історично низьким рівнем участі жінок з моменту їх виникнення в епоху Просвітництва.

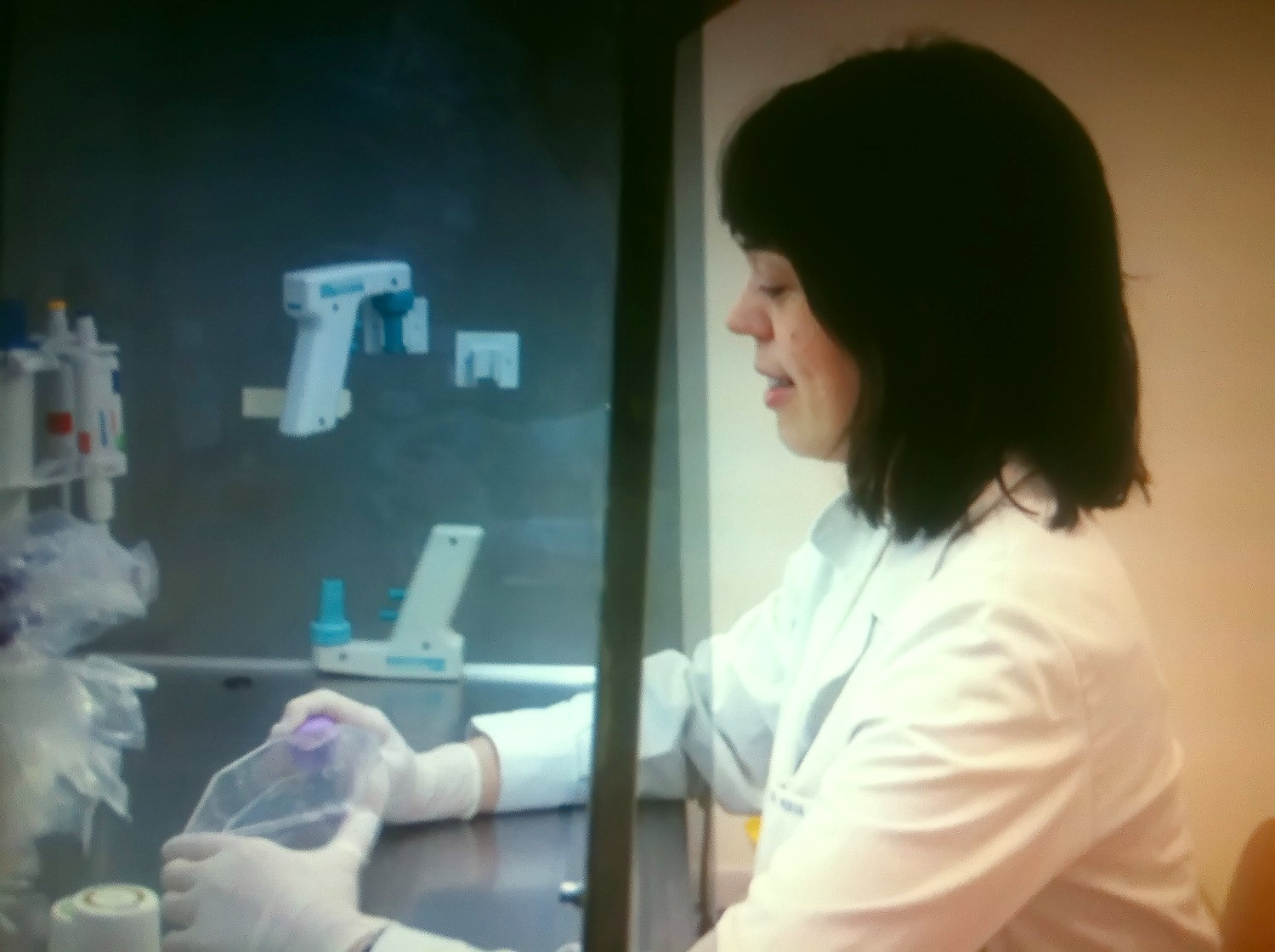
Біохімікиня Ainhoa Murua Ugarte за роботою в лабораторії

Серед причин тривалого існування цієї гендерної нерівності в областях STEM, вченими описано різні форми дискримінації жінок, такі як сексизм при наймі, гендерний розрив о платі праці, сексизм в освіті, скляну стелю. Основою для зниження інтересу дівчат і жінок до STEM є гендерні стереотипи про точні науки та розумові здібності. 
Ті, хто розглядають цю нерівність як наслідок дискримінаційних сил, також шукають способи виправити її в областях STEM . Деякі вчені розглядають розмаїття як невід'ємне людське благо і хочуть збільшити його заради самих себе, незалежно від його історичного походження або нинішньої причини. Поширення знань про жінок у STEM, на противагу ефекту Матильди, покликане збільшити їхню представленість в цих науках.

## Гендерний дисбаланс у галузях STEM
Дослідження показують, що на ставлення молодих людей до математики і природничих наук впливають багато факторів, включно з батьківською підтримкою, взаємодією з учителями(-ками) математики та природничих наук, змістом навчальних програм, практичним лабораторним досвідом, успішністю в середній школі з математики і природничих наук, а також ресурсам, доступні родині. У США результати досліджень неоднозначні, коли ставлення хлопчиків і дівчаток до математики і природничих наук розходиться. Аналіз кількох репрезентативних лонгітюдних досліджень США виявив, що в ранніх класах середньої школи розбіжності у ставленні дівчаток і хлопчиків до науки невеликі. Прагнення студентів і студенток продовжити кар'єру в математиці та природничих науках впливає як на курси, які вони вибирають в цих областях, так і на рівень зусиль, які вони докладають на цих курсах.
Дослідження 1996 року (США) показало, що дівчатка починають втрачати впевненість у собі в середній школі, бо вважають, що чоловіки мають більший інтелект в технологічних областях . Цю помилку породжує той факт, що чоловіки переважають жінок у просторовому аналізі і навичках, які багато інженерів вважають життєво важливими. За дослідженнями феміністок (див. Феміністська педагогіка та Сексизм в освіті), хлопчики з більшою ймовірністю набувають просторових навичок за межами класної кімнати, тому що їм культурно рекомендується будувати і працювати руками. Дослідження показують, що дівчатка можуть розвивати ті ж навички за допомогою тієї ж форми навчання . 
Дослідження (США, 1996) в Інституті вищої освіти показало, що чоловіки і жінки сильно розрізняються в передбачуваних областях навчання. З першокурсників, які вперше потрапили до коледжу в 1996 році, 19,5% чоловіків і лише 3,8% жінок планували навчатися в області комп'ютерних наук та інженерії, в той час як майже однакова кількість чоловіків і жінок (9,2% та 9,4% відповідно) планували займатися в області біології або фізичних наук. Відмінності в передбачуваних спеціалізаціях першокурсників і першокурсниць безпосередньо пов'язані з відмінностями в областях, в яких чоловіки і жінки отримують свій ступінь. На рівні середньої освіти жінки рідше, ніж чоловіки, отримують ступінь з математики, фізики або інформатики і техніки. Винятком з цього гендерного дисбалансу є біологія.

### Вплив недостатньої представленості жінок в кар'єрі STEM
У Шотландії велика кількість жінок закінчують навчання з предметів STEM, але не продовжують кар'єру у STEM в порівнянні з чоловіками. За оцінками Королівського товариства Единбурга, подвоєння вкладу висококваліфікованих жінок в економіку Шотландії принесе їй користь в розмірі 170 млн. фунтів стерлінгів на рік .

### Прибутки чоловіків і жінок
Докладніше: Гендерний розрив в оплаті праці
Випускниці коледжів заробляли в середньому менше, ніж випускники коледжів, хоча в 1980-х вони розділили зростання заробітків всіх людей, що випустились з коледжу. Деякі з відмінностей у зарплатні пов'язані з відмінностями в професіях жінок і чоловіків. Серед недавніх вчених і інженерів, які отримали бакалаврський ступінь, жінки рідше за чоловіків, були зайняті в науці і техніці. Між чоловіками і жінками на порівнянних наукових посадах зберігається розрив у заробітній платі. Серед досвідченіших вчених і інженерів гендерний розрив у заробітній платі більший, ніж у недавніх випускників. Заробітна плата найвища в математиці, інформатиці та техніці, які є областями, в яких жінки не представлені широко. Дослідження, проведене Австралійським бюро статистики, показало розрив в оплаті праці чоловіків і жінок в галузях STEM в Австралії 30,1% (станом на 2013 рік), на 3% більше з 2012 року. Крім того, згідно з дослідженням Мосс, коли викладачів провідних дослідницьких інститутів в Америці попросили набрати студентів-кандидатів на посаду керівника лабораторії, викладачі та викладачки оцінили кандидатів-чоловіків відповіднішими для найму і компетентними на цю посаду, на відміну від заявниць-жінок, які поділилися ідентичним резюме з заявниками-чоловіками. У дослідженні викладачі були готові надати кандидатам-чоловікам вищу стартову зарплату і можливості наставництва .

### Освіта і сприйняття
Відсоток докторських ступенів в STEM, здобутих жінками у США, становить близько 42%, тоді як у всіх областях, здобутих жінками, докторський ступінь мають близько 52% . Гендерні стереотипи і сексизм в освіті можуть призвести до скорочення числа жінок в областях STEM. За словами Томаса Ді, у США ці відмінності починаються вже в третьому класі: хлопчики вивчають математику та природничі науки, а дівчатка читають.

## За країнами
ЮНЕСКО, поряд з іншими установами, включаючи Європейську комісію і Асоціацію академій і товариств наук в Азії (AASSA), відкрито заявляла про низький рівень залучення жінок в дисциплінах STEM в усьому світі. 

Незважаючи на зусилля зі збору та інтерпретації порівняльної статистики, необхідно проявляти обережність. Енн Гібнер Кобліц прокоментувала перешкоди на шляху проведення значущих статистичних порівнянь між країнами: 
"З різних причин важко отримати вірогідні результати щодо міжнародного порівняння кількості жінок в дисциплінах STEM. Сукупні цифри не говорять нам багато, тим більше що термінологія, яка описувала рівні освіти, зміст спеціальностей, категорії посад і інші показники, варіюється від країни до країни".
Навіть коли різні країни використовують одні і ті ж визначення термінів, соціальна значущість категорій може значно відрізнятися. Кобліц зауважує: "Неможливо використовувати одні і ті ж показники для визначення ситуації в кожній країні. Значною статистикою може бути відсоток жінок, які викладають на університетському рівні. Але це також може бути частка жінок в науково-дослідницьких інститутах і академіях наук, або частка жінок, які публікуються (або які публікуються іноземними мовами, на відміну від вітчизняних журналів), або частка жінок, які йдуть за кордон для конференцій, аспірантури і т.д., або відсоток жінок, які отримали гранти від національних і міжнародних фінансових агентств. Індекси можуть мати різне значення в різних країнах, а престиж різних посад і нагород може значно відрізнятися".

### Африка
Згідно зі статистичними даними ЮНЕСКО, 30% робочої сили на південь від Сахари складають жінки  .

### Азія
За результатами всесвітнього статистичного аналізу ЮНЕСКО в березні 2015 р. з акцентом на Азійсько-Тихоокеанський регіон кількість жінок у дисциплінах STEM складає лише 30%. У цьому регіоні гендерний дисбаланс був вираженіший у Східній, Західній та Південній Азії, де частка жінок-дослідниць склала лише 20 % . Центральна Азія має найкращий гендерний баланс у регіоні: 46% вчених - жінки. Країни Центральної Азії, Азербайджан і Казахстан, були єдиними країнами в Азії, де жінки становили більшість вчених, хоча в обох випадках відрив дуже незначний.
| Країна                    | Відсоток жінок серед вчених |
| Центральна Азія           | 46%                         |
| Світ                      | 30%                         |
| Південна і Західна Азія   | 20%                         |
| Східна Азія і Тихий океан | 20%                         |

#### Камбоджа
У 2004 році в наукових програмах в Камбоджі навчалися 13,9% студенток; в галузі науки, технологій та інноваційних сферах, як і в 2002 р, було 21% дослідниць. Ці дані значно нижчі, ніж у інших азійських країн, таких як Малайзія, Монголія і Південна Корея. Згідно з доповіддю ЮНЕСКО про становище жінок у галузях STEM в азійських країнах, система освіти Камбоджі має довгу історію чоловічого домінування, що випливає з буддистської філософії. Дівчаткам дозволено вступати до школи тільки з 1924 року. Сексизм щодо жінок, не тільки в сфері освіти, але і в інших аспектах життя, існує у формі традиційних уявлень про чоловіків як про більш впливових і гідних, ніж жінки, особливо вдома і на роботі, згідно зі складною формулою[що це?] ЮНЕСКО.

#### Індонезія
Складна формула ЮНЕСКО говорить, що уряд Індонезії працює над досягненням гендерної рівності, особливо через міністерство освіти і культури, але стереотипи про роль жінок на робочому місці зберігаються. Через традиційні погляди і громадські норми жінки щосили намагаються залишитися в своїй кар'єрі або потрапити на роботу. Значно більше жінок зайнято в наукомістких галузях, таких як фармацевтика та біологія, ніж в математиці і фізиці. В області проєктування статистика варіюється в залежності від конкретної інженерної дисципліни; жінки складають 78% студентів-хіміків, але тільки 5% машинобудівників. Станом на 2005 рік з 35 564 вчених у галузі науки, технологій і техніки тільки 10 874 (31%) становили жінки.

#### Малайзія
За даними ЮНЕСКО, станом на 2011 р. жінки становили 48,19% студентів, що навчаються в наукових програмах в Малайзії. Це число значно зросло за останні три десятиліття, протягом яких зайнятість жінок в країні збільшилася на 95%. У Малайзії жінки складають понад 50% персоналу комп'ютерної індустрії, класично займаної чоловіками галузі STEM. Жінки складають більше 70% студентства у фармацевтиці, в той час як в області машинобудування тільки 36% студенток. Станом на 2011 р. жінки займали 49% наукових посад в галузі науки, технологій та інновацій.

#### Монголія
За даними ЮНЕСКО за 2011-2012 роки, в Монголії 40,2% студенток, що вчаться по наукових програмах, і 49% дослідниць в галузі науки, техніки і інновацій. Традиційно кочівна монгольська культура була досить егалітарною: жінки і чоловіки виховували дітей, пасли худобу і брали участь в бою, що відображає відносну рівність жінок і чоловіків в сучасній робочій силі Монголії. Більше жінок, ніж чоловіків, здобувають вищу освіту, і 65% випускників коледжів в Монголії - жінки. Однак навіть при цьому жінки заробляють приблизно на 19-30% менше, ніж їхні колеги-чоловіки, і в монгольському суспільстві побутують стереотипи, ніби-то жінки менш пристосовані до техніки за чоловіків. Жінки складають 30% або менше персоналу в області комп'ютерних наук, будівельної архітектури та інженерії, хоча три з чотирьох студентів-біологів - жінки.

#### Непал
У Непалі, станом на 2011 рік, жінки складали 26,17% студентства науки і 19% студентства інженерних наук. Жінки займали 7,8% позицій (дослідження 2010 року). Цей низький відсоток відповідає патріархальним суспільним цінностям Непалу. У Непалі жінки, які пробиваються у галузі STEM, найчастіше потрапляють в лісове господарство або медицину, особливо в сестринську справу, які в більшості країн вважаються переважно "жіночим" заняттям.

#### Південна Корея
У 2012 році жінки становили 30,63% студентів, зарахованих на наукові програми в Південній Кореї, і ця цифра збільшується після цифрової революції. Число учнів і учениць, які навчаються на більшості рівнів освіти, також можна порівняти, хоча у вищій освіті гендерний розрив більший. Факторами розриву є конфуціанські вірування в низьку суспільну цінність жінок, а також інші культурні чинники. У Південній Кореї, як і в інших країнах, частка жінок в медицині (61,6%) набагато вища за їх частку в техніці (15,4%) та інших областях, заснованих на математиці. У наукових дослідженнях в галузі науки, техніки і інновацій жінки становили 17% робочої сили (на 2011 рік). У Південній Кореї більшість жінок, які працюють в областях STEM, класифікуються як «нерегулярні». У дослідженні Університету Глазго, де вивчалася математична тривожність і тестові показники хлопчиків і дівчаток з різних країн, виявлено, що в Південній Кореї різниця в показниках з математики висока, причому учениці набирають значно нижчі бали і відчувають більше математичної тривоги на тестах з математики, ніж учні .

#### Держави Перської затоки
Енн Гібнер Кобліц повідомила про серію інтерв'ю, проведених у 2015 році в Абу-Дабі з жінками-інженерами та спеціалістками з комп'ютерних технологій, які приїхали в Об'єднані Арабські Емірати та інші держави Перської затоки в пошуках можливостей, недоступних їм в рідній країні. Жінки говорили про дивно високий рівень задоволеності роботою і відносно невелику дискримінацію. Кобліц коментує: "...більшість людей в більшості країн за межами Близького Сходу й гадки не мають, що регіон, зокрема ОАЕ, є магнітом для молодих, динамічних арабських жінок, які роблять успішну кар'єру для себе в різних областях високих технологій та інших наукових областях; «Країна можливостей», «рай технічного фахівця» були серед термінів, використаних для опису ОАЕ жінками, яких я зустрічала".

### Центральна і Південна Америка
Майже половина докторських ступенів, одержуваних в Центральній і Південній Америці, завершується жінками (2018 рік). Проте тільки невелика меншість жінок представлена на рівні прийняття рішень  .

### Європа
В Європейському Союзі  жінки складають в середньому лише 16,7% фахівців у сфері ІКТ (інформаційних і комунікаційних технологій). Тільки в Румунії і Болгарії жінки займають більше 25% таких посад. Гендерний розрив є менш вираженим, особливо в нових державах-членкинях ЄС, якщо брати до уваги посади середнього та низького рангу. 
У 2012 році частка аспіранток становила 47,3% від загальної кількості дослідників, 51% - у соціальних науках, бізнесу і правових науках, 42% - математиці та обчислювальній техніці і тільки 28% аспіранток - в галузі машинобудування, виробництва і будівництва. У комп'ютерній сфері тільки 21% випускниць від загального числа випускників. 2013 року в ЄС в середньому чоловіки складали 4,1% від загальної чисельності робочої сили, в той час як жінки - лише 2,8%[перевірити]. У більш ніж половині країн жінки складають менше 45% вчених та інженерів. Зараз ситуація покращилася, оскільки з 2008 по 2011 рік кількість жінок серед вчених і інженерів зростало в середньому на 11,1% в рік, тоді як кількість чоловіків - тільки на 3,3% за той же період.
У 2015 році в Словенії, Португалії, Франції, Швеції, Норвегії та Італії більше хлопчиків пройшли поглиблені курси з математики та фізики в середній школі в 12 класі, ніж дівчаток
У 2018 році європейська комісарка з цифрової економіки та суспільства Марія Габрієл оголосила про плани по розширенню участі жінок в цифровому секторі шляхом подолання гендерних стереотипів; просування цифрових навичок і освіти та пропагування більшого числа підприємиць .

### Північна Америка

#### Сполучені Штати Америки
За даними Національного наукового фонду, жінки складають 43% робочої сили в США вчених і інженерів у віці до 75 років. У віці до 29 років жінки складають 56% наукових і інженерних кадрів. З числа вчених і інженерів, які шукають роботу, 50% до 75 років - жінки, а до 29 років 49% - жінки. Приблизно кожен сьомий інженер - жінка. Жінки займають 58% професій, пов'язаних з наукою. 
Жінки в дисциплінах STEM заробляють значно менше, ніж чоловіки, навіть після врахування широкого набору характеристик, таких як освіта та вік. В середньому чоловіки на робочих місцях STEM заробляють 36,34 долара за годину, а жінки на робочих місцях STEM - 31,11 долара за годину.
| Бакалаврський ступінь                    | Чоловіки (%) | Жінки (%) |
| Сільське господарство / природні ресурси | 0.8          | 0.7       |
| Архітектура                              | 0,5          | 0,3       |
| Комп'ютери та інформатика                | 3,1          | 1,0       |
| Інженерія / інженерні технології         | 6,1          | 1,8       |
| Біологія / медико-біологічні науки       | 2,3          | 3,5       |
| Математика / статистика                  | 0.7          | 0,4       |
| Фізичні / соціальні науки                | 4,9          | 8,0       |
| Дослідження здоров'я                     | 1.2          | 5,5       |
| STEM всього                              | 19,4         | 21,2      |
| Бізнес                                   | 10,0         | 9,8       |
| Освіта                                   | 1,8          | 6,5       |
| Інші                                     | 13,1         | 18,3      |
| Всього не STEM                           | 24,9         | 34,6      |
| Всього випустились (%)                   | 44,3         | 55,7      |
| Всього випустились (тисяч)               | 6403,3       | 8062,5    |

Жінки переважають у загальній кількості осіб з бакалаврським ступенем, а також в областях STEM, визначених Національним центром статистики освіти. Проте, вони недостатньо представлені в конкретних областях, включаючи комп'ютерні науки, інженерні науки і математику.
Азійські жінки більш представлені в галузях STEM в США, однак не настільки, як азійські чоловіки, в порівнянні з афроамериканцями, вихідцями з Латинської Америки, жителями островів Тихого океану і корінними американцями. В академічних колах ці жінки з числа меншин складають менше 1% посад, пов'язаних з перебуванням на посаді, в 100 найкращих університетах США, незважаючи на те, що вони складають приблизно 13% від загального населення США. Дослідження, проведене в 2015 році, показало, що ставлення до набору жінок на посадах, пов'язаних з перебуванням в STEM, покращилося, причому перевага жінок в STEM становить 2:1 після коригування на однакову кваліфікацію і спосіб життя (наприклад, самотні, одружені, розлучені) .
|                              | Всього   | Всього | STEM     | STEM  |
| Раса / етнічна приналежність | Чоловіки | Жінки  | Чоловіки | Жінки |
| ---------------------------- | -------- | ------ | -------- | ----- |
| Білі                         | 1,05     | 1,32   | 1,05     | 1,15  |
| Чорні                        | 0,49     | 0,73   | 0,44     | 0,68  |
| Латиноамериканці             | 0,37     | 0,54   | 0,37     | 0,48  |
| Азія                         | 1,85     | 1,94   | 3,12     | 2,61  |
| Островитяни                  | 0,32     | 0,44   | 0,38     | 0,52  |
| Індіанці / уродженці Аляски  | 0,32     | 0,46   | 0,27     | 0,44  |
| Інша раса                    | 1,00     | 1,35   | 1,22     | 1,33  |
| Дві або більше раси          | 0,97     | 1,15   | 1,11     | 1,19  |

#### Афроамериканські жінки
Згідно з Кімберлі Джексон, забобони і передбачувані стереотипи заважають кольоровим жінкам, особливо чорним, вчитися в областях STEM. Психологічно стереотипи про інтелект чорношкірих жінок, когнітивні здібності і трудову етику сприяють їх невпевненості в STEM. Деякі школи, такі як "Spelman College", роблять спроби змінити сприйняття афроамериканок і підвищити рівень їх залученості і технічної майстерності в STEM .

#### Латиноамериканські жінки
Дослідження NCWIT 2015 року показало, що латиноамериканки складають всього 1% робочої сили США. Дослідження 2018 року, проведене серед 50 латиноамериканських жінок, які започаткували технологічну компанію, показало, що 20% були мексиканками, 14% - дворасовими, 8% невідомими, 4% - венесуелками  .

#### Канада
За даними Національного обстеження домогосподарств, жінки становили 39% випускників STEM в Канаді, на відміну від 66% в областях, що не відносяться до STEM. Дослідження, проведене Університетом Британської Колумбії, виявило, що тільки 20-25% студентства в галузі інформатики з усіх канадських коледжів і університетів - жінки. Крім того, тільки близько 1 з 5 з них закінчать ці програми.
За статистикою, жінки рідше вибирають програму STEM, незалежно від математичних здібностей. Молоді чоловіки з нижчими оцінками з математики з більшою ймовірністю будуть вивчати дисципліниSTEM, ніж їхні однолітки-жінки з вищими оцінками з математики.

## Недопредставлення в нагородах і конкурсах, пов'язаних з STEM
Найбільш престижні нагороди в області STEM жінкам присуджують менше, ніж чоловікам. У період з 1901 по 2017 роки співвідношення жінок до Нобелівських премій становило 2:207 для фізики, 4:178 для хімії, 12:214 для фізіології / медицини і 1:79 для економічних наук. Співвідношення для інших областей були 14:114 в літературі і 16:104 для світу. Мар'ям Мірзахані була першою жінкою і першою іранкою, що отримала (лише у 2014 році) медаль Філдса, одну з найпрестижніших нагород в математиці, присуджену в цілому 56 разів.
Все менше учениць беруть участь в престижних змаганнях, пов'язаних з STEM, таких як Міжнародна математична олімпіада. 2017 року тільки 10% учасників ІМО становили жінки, і в південнокорейській команді з шести переможців була одна жінка   .

## Останні досягнення в технології
Аббісс стверджує, що «повсюдне поширення комп'ютерів в повсякденному житті привело до руйнування гендерних відмінностей в уподобаннях і використанні різних додатків, особливо в використанні Інтернету і електронної пошти». Обидві статі набули навичок і впевненості у використанні різноманітних технологічних, мобільних і прикладних інструментів для особистого, освітнього та професійного використання на рівні старшої школи, але, як і раніше зберігається розрив, коли мова заходить про зарахування дівчаток в інформатику. Для програм вищої освіти в області інформаційних і комунікаційних технологій жінки становлять лише 3% випускників у всьому світі  .
Огляд патентних заявок Великої Британії в 2016 році показав, що частка нових винаходів, зареєстрованих жінками, зростає, але більшість винахідниць активно працюють в стереотипно "жіночих" областях (наприклад, розробка бюстгальтерів і макіяжу). 94% винаходів в області обчислювальної техніки, 96% в автомобільній і гірничодобувній промисловостях і 99% у вибухових речовинах і боєприпасах були зроблені чоловіками. 2016 року в Росії було зареєстровано найвищий відсоток патентів, поданих жінками: близько 16%.

## Пояснення низької представленості жінок
Існує безліч запропонованих причин відносно невеликого числа жінок в областях STEM. Вони можуть бути широко класифіковані на соціальні, психологічні та вроджені пояснення. Однак пояснення не обов'язково обмежуються тільки однією з цих категорій.

### Суспільні фактори

#### Дискримінація
У галузях STEM жінки стикаються як із явною, так і з прихованою дискримінацією. За словами Шібінгера, жінки удвічі частіше залишають роботу в галузі науки і техніки, ніж чоловіки. У 1980-х роках дослідження продемонстрували загальний оцінковий ухил у бік жінок. 
У дослідженні (2012) надсилалися електронні листи з проханням зустрітися з професорами в докторантурі в 260 найкращих університетах США. Було неможливо визначити, чи проявляється дискримінація будь-якої конкретної людини в цьому дослідженні, оскільки кожен учасник розглядав тільки запит від одного потенційного аспіранта(-ки). Проте виявлено дискримінацію етнічних меншин і жінок по відношенню до чоловіків Кавказу. В іншому дослідженні науковому факультету надсилалися матеріали студента(-ки), що претендує на посаду завідуючого лабораторією в своєму університеті. Матеріали були однаковими для всіх заявок, але кожній з них випадковим чином присвоєно ім'я чоловіка або жінки. Дослідження показало, що викладачі оцінювали кандидатів як компетентніших і привабливіших, ніж кандидаток, незважаючи на ідентичність заявок. Якщо людям надається інформація про стать майбутнього учня/учениці, вони можуть зробити висновок, що він або вона має риси, відповідні гендерним стереотипам для цієї статі. 
Дослідження 2014 року показало, що в деяких областях перевага віддається чоловікам, таким як біологія, але більшість доменів були гендерно-справедливими. Це витлумачено як те, що недостатня представленість жінок в професорських рядах викликана не тільки наймом, а й просуванням по службі і винагородою за ознакою статі.

#### Гендерні стереотипи
Стереотипи про те, як повинні виглядати і вести себе люди в області STEM, можуть привести до того, що авторитети в цих областях упускають з уваги людей з високою компетентністю. Вчені чи люди іншої професії STEM стереотипно вважаються чоловіками. Жінки в STEM можуть не відповідати уявленням про те, як «повинні» виглядати вчені, інженери або математики, і тому втрачають можливості або отримують покарання. Теорія упередження про рольову конгруентність стверджує, що сприйняття невідповідності між статтю і конкретною роллю чи професійними обов'язками може призводити до негативних наслідків. Крім того, негативні стереотипи про кількісні здібності жінок можуть призводити до знецінювання жінками своєї роботи або відраджування жінок продовжувати працювати в галузях STEM.
Як чоловіки, так і жінки, що працюють в «нетрадиційних» професіях, можуть стикатися з дискримінацією, але форми і наслідки цієї дискримінації різні. Люди різної статі часто сприймаються як більш "підходящі" для певних професій або областей навчання. В оголошеннях про вакансії для кар'єр, де домінують чоловіки, використовували агресивніші слова (або слова, що позначають суб'єктність, як-от «лідерство» і «орієнтація на мету»), пов'язані зі стереотипами про чоловіків. Подібні очікування можуть впливати на рішення про найм. Дослідження 2009 року показало, що жінки, як правило, описуються в рекомендаційних листах у загальніших термінах, а чоловіки - в агресивніших. При цьому загальні характеристики були негативно пов'язані з рішеннями про найм в академічних колах.
Жінки, які починають у традиційно "чоловічих" професіях, стикаються з негативними стереотипами, ніби вони не є «справжніми» жінками. За історичними свідченнями, жінки проникають на професії, ідентифіковані з чоловіками, коли можливості стають доступними. Приклади ж професій, що змінюються від переважно жіночих до переважно чоловічих, дуже рідкісні в історії людства. Нечисленні випадки, такі як медицина, припускають, що перевизначення професій як чоловічого роду необхідно, перш ніж чоловіки вирішать приєднатися до них.
Хоча чоловіки в професіях, де переважають жінки, можуть боротися з негативними стереотипами про їх мужність, вони також відчувають певні переваги. В той час як жінки, зайняті "чоловічими" професіями, як правило, потрапляють в «скляну стелю» (заважає жінкам і меншинам просуватися службовою драбиною), чоловіки на роботах, де переважають жінки, можуть потрапити в «скляний ескалатор», котрий дозволяє чоловікам легше досягти успіху в "жіночій" професії, ніж жінкам  .

#### Ефект «Чорної вівці»
Ефект «Чорної вівці» виникає, коли люди, найімовірніше, оцінять членів своєї групи більш сприятливо, ніж членів зовнішньої групи, коли вони мають високу кваліфікацію. Однак, коли людина в групі має середні або нижчі від середніх якості, вона, найімовірніше, оцінить їх набагато нижче, ніж члени поза групою з еквівалентної кваліфікацією  . Це говорить про те, що авторитетні жінки в областях STEM будуть з більшою ймовірністю, ніж авторитетні чоловіки, допомагати жінкам ранньої кар'єри, які демонструють достатню кваліфікацію. Однак визнані жінки будуть рідше, ніж чоловіки, допомагати жінкам на ранніх етапах кар'єри, які демонструють недостатню кваліфікацію.

#### Ефект «Королеви бджіл»
Ефект «Королеви бджіл» схожий на ефект чорної вівці, але стосується тільки жінок. Це пояснює, чому жінки з вищим статусом, особливо в професіях, де домінують чоловіки, насправді набагато рідше можуть допомогти іншим жінкам, ніж їх колеги-чоловіки. Дослідження (2004) показало, що, хоча у докторантів по ряду різних дисциплін не було виявлено будь-яких гендерних відмінностей в прихильності в роботі або задоволеності роботою, викладачі в одному і тому ж університеті вважали, що студентки менш віддані своїй роботі, ніж студенти. При тому, ці переконання найбільш рішуче підтримувались викладачками, а не викладачами . Одним з можливих пояснень цього відкриття є те, що індивідуальна мобільність члена групи з негативними стереотипами часто супроводжується соціальним і психологічним віддаленням себе від групи. Тобто успішні жінки в кар'єрі, де традиційно домінують чоловіки, не розглядають свій успіх як доказ того, що негативні стереотипи про кількісні та аналітичні здібності жінок є помилковими, а скоріше як доказ того, що вони особисто є винятками з правил. Таким чином, успішні жінки можуть фактично сприяти укріпленню, а не знищенню негативних стереотипів.

#### Наставництво
В областях STEM підтримка і заохочення можуть мати велике значення в рішеннях жінок про те, продовжувати чи ні кар'єру в своїй дисципліні. Це може бути особливо актуально для молодих жінок, що стикаються з багатьма перешкодами на початку кар'єри. Оскільки ці молоді жінки часто звертаються до авторитетніших у своїй дисципліні за допомогою і керівництвом, чуйність і готовність потенційних наставниць дуже важливі.

#### Відсутність підтримки
Жінки можуть йти зі STEM через те, що їх не запрошують на професійні зустрічі, через застосування дискримінаційних до жінок стандартів, незадовільні умови праці, передбачувану необхідність приховувати вагітність і через боротьбу за баланс сім'ї та роботи (див. Неоплачувана робота). Жінки в STEM, що мають дітей, потребують догляду за дітьми або тривалої відпустки. Коли нуклеарна сім'я не може дозволити собі догляд за дитиною, зазвичай саме мати кидає свою кар'єру, щоб доглядати за дітьми вдома. Це частково пов'язано з тим, що жінкам платять статистично менше: чоловік заробляє більше, тому йде на роботу, а жінка кидає свою кар'єру. Відпустка у зв'язку з вагітністю та пологами - ще одна проблема, з якою стикаються жінки у STEM. У США декретна відпустка потрібна відповідно до Закону про сімейні та медичні відпустки 1993 (FMLA). FMLA вимагає 12 тижнів неоплачуваної відпустки для матерів новонароджених або усиновлених дітей. Це один з найнижчих рівнів відпустки в промислово розвинених країнах. Всі розвинені країни, крім США, гарантують матерям хоча б якусь оплачувану відпустку. Якщо у матері немає зовнішньої фінансової підтримки або заощаджень, вона не в змозі взяти повну відпустку у зв'язку з вагітністю та пологами. Небагато компаній дозволяють чоловікам брати відпустку по догляду за дитиною, і вона може бути коротшою за відпустку у зв'язку з вагітністю та пологами для жінок. Довші батьківські відпустки для чоловіків можуть дозволити жінкам повернутися на роботу, поки їх партнери доглядають спільних дітей.

#### Переслідування
У 1993 році в Медичному журналі Нової Англії вказувалося, що три чверті студенток і місцевих жительок зазнавали переслідувань принаймні один раз під час їх медичного навчання.

#### Відсутність рольових моделей
В області інженерної і природничої освіти жінки займали майже 50% лекторських та інструкторських посад, які не є штатними, але в 1996 році вони становили лише 10% штатної професури. Крім того, жінок, які очолюють кафедри в медичних школах, не було з 1976 по 1996 рік. Жінки, які посідають штатні або контрольні посади, можуть зіткнутися з труднощами, пов'язаними з отриманням статусу токена. Вони можуть не мати підтримки з боку колег і стикатися з антагонізмом з боку колективу і керівництва. Однак, в 2014 році група психологів і економістів провела масштабний аналіз національних даних і прийшла до висновку, що стан жінок в STEM сильно змінився за останні два десятиліття, і будь-які висновки про їх статус на основі даних до 2000 року, ймовірно, будуть застарілими, в цілому жінки досягли значних успіхів в академічній науці, включаючи винагороду, підвищення по службі і задоволеність роботою. 
Дослідження показали, що відсутність інтересу у жінок може бути частково пов'язана зі стереотипами про персонал і робочі місця в STEM, на які стереотипно реагують жінки.

#### Кластеризація
На початку 1980-х років Россітер висунула концепцію «територіальної сегрегації» або професійної сегрегації, тобто ідею про те, що жінки «групуються» в певних областях навчання. Наприклад, «жінки схильніші викладати і проводити дослідження в галузі гуманітарних та соціальних наук, ніж в галузі природничих та технічних наук», і більшість жінок в коледжах схильні вибирати такі спеціальності, як психологія, освіта, англійська, виконавське мистецтво і догляд.
Россітер також використовувала «ієрархічну сегрегацію» в якості пояснення низького числа жінок у STEM. Вона описує «ієрархічну сегрегацію» як зменшення числа жінок, коли одна «піднімається сходами влади і престижу». У США з 2000 осіб старшого шкільного віку, 1944 було зараховано в старшу школу восени 2014 року. За умови рівного охоплення хлопчиків і дівчаток, 60 хлопчиків і 62 дівчинки вважаються «обдарованими». Порівнюючи число учнів 20-24 років, 880 з 1000 первинних жінок і 654 з 1000 первинних чоловіків надійдуть в коледж (2014 рік). У перший рік 330 жінок і 320 чоловіків висловлять намір вивчати природничі науки або техніку. З них тільки 142 жінки і 135 чоловіків фактично отримають бакалаврський ступінь у галузі науки або техніки, і тільки 7 жінок і 10 чоловіків отримають докторський ступінь у галузі науки або техніки.

### Психологічні фактори

#### Відсутність інтересу
Метааналіз показав, що чоловіки вважають за краще працювати з речами, а жінки воліють працювати з людьми. Чоловіки проявляли сильніші реалістичні і слідчі інтереси, а жінки - сильніші художні, соціальні та умовні (за типом RIASEC). Чоловіки також більше мають конкретніші інженерні, природничі і математичні інтереси. 
У трирічному опитуванні Seymour і Hewitt (1997) виявили, що найпоширенішою (46%) причиною, з якої студентки переходили зі STEM, були надані учням-не студентам STEM можливості вибору для кращого навчання, які краще відповідали їхнім інтересам поза STEM.  
Друга найбільш часто згадувана причина переходу в не-STEM облісті - втрата інтересу до обраних жінками спеціальностей STEM. Крім того, 38% учениць, які залишилися в магістратурі STEM, висловили стурбованість тим, що існують інші академічні області, які можуть краще відповідати їхнім інтересам. Опитування Престоном (2004) 1688 жінок, які залишили природничі науки, показало, що 30% жінок схвалили «інші цікавіші області» в якості причини свого полишення. 
Просунуті математичні навички не часто призводять до зацікавленості жінок в кар'єрі STEM. Опитування Статистичного управління Канади показало, що навіть молоді жінки з високими математичними здібностями набагато рідше потрапляють в галузі STEM, ніж молоді чоловіки з аналогічними або навіть меншими здібностями. 
Недавні дослідження виявили цікавий феномен, названий парадоксом патріархату: чим більше рівноправних товариств за ознакою статі, тим менш вони рівні у виборі, який чоловіки і жінки роблять відносно навчання і кар'єри у STEM. Причини цього нині[коли?] усталеного явища залишаються предметом дискусії .

#### Відсутність довіри
За словами А. Н. Пелла, одним з найбільш важливих періодів є підлітковий вік. Одним з факторів, що викликають недовіру дівчаток, можуть бути некваліфіковані або неефективні вчителі. Гендеровані уявлення вчителів про можливості учнів і учениць можуть створити сексистське навчальне середовище і перешкодити дівчаткам продовжити навчання в STEM. Вчителі також можуть передати ці стереотипні переконання учнівству. Дослідження показали, що учнівсько-вчительська взаємодія впливає на залученість дівчаток у STEM. Вчителі часто дають хлопчикам більше можливостей самим знайти рішення проблеми, в той же час радячи дівчаткам дотримуватись правил. Вчителі з більшою ймовірністю відповідають на питання хлопчиків, кажучи дівчаткам чекати своєї черги. Це частково пов'язано з гендерними очікуваннями, що хлопчики будуть активними, а дівчатка тихими і слухняними. До 1985 року дівчаткам надавалося менше лабораторних можливостей, ніж хлопчикам. У середній і старшій школі курси з природничих наук, математики, механіки і комп'ютерів переважно відвідують учні, а не учениці, а також, як правило, викладають вчителі-чоловіки. Відсутність можливостей в областях STEM може привести до втрати самооцінки математичних і наукових здібностей, а низька самооцінка може перешкодити дівчатам увійти в галузі науки і математики . 
Невпевненість у власних силах
Одне дослідження показало, що жінки тримаються подалі від галузей STEM, бо вважають, що не підходять для них; це можна виправити, заохочуючи дівчаток відвідувати більше уроків з математики. Зі студентства, що вивчає STEM, 35% жінок заявили, що причина відмови від обчислення пояснюється нерозумінням матеріалу, в той час як лише 14% чоловіків заявили те ж саме. У дослідженні повідомляється, що ця різниця виникає через низький рівень впевненості жінок у своїх здібностях, а не через рівень фактичних навичок. Жінки і чоловіки мають різні рівні впевненості в своїх здібностях, і ця впевненість пов'язана з тим, як індивідуальні показники в областях STEM.  
В іншому дослідженні показано, що коли чоловіків і жінок з однаковими математичними здібностями просили оцінити свої здібності, жінки оцінюють свої здібності на значно нижчому рівні. Програми, спрямовані на зниження рівня тривоги з математики або підвищення впевненості, чинять позитивний вплив на жінок, які продовжують кар'єру в STEM. 
Питання впевненості перешкоджає жінкам не тільки входити в області STEM, а й бути в них успішними: навіть жінки на курсах вищого рівня з вищим рівнем кваліфікації схильніші до впливу стереотипу, нібито вони (за своєю природою) не володіють вродженою здатністю домогтися успіху. Це може негативно позначитися на впевненості жінок, незважаючи на те, що вони проходять курси, призначені для фільтрації учнів.

#### Загроза стереотипу
Загроза стереотипу виникає через страх, що дії людини підтвердять негативний стереотип про свою групу. Цей страх створює додатковий стрес, марнуючи цінні когнітивні ресурси і знижуючи продуктивність в області. Люди схильні до загрози стереотипу щоразу, коли вони оцінюються в області (наприклад, математика), для якої існує негативний стереотип про групу, до якої вони належать (наприклад, жінки). Загроза стереотипів підриває успішність жінок і дівчаток в математиці і природознавстві, що призводить до недооцінки здібностей з цих предметів за допомогою стандартних показників успішності. Люди, які сильно ідентифікують себе з певною областю (наприклад, з математикою), з більшою ймовірністю будуть підпадати під вплив загроз стереотипу в своїй області, ніж ті, хто ідентифікують себе з цією областю слабше. Через це навіть високо мотивовані студентки, найімовірніше, піддаються негативному впливу загрози стереотипу і, отже, можуть вийти з області. Негативні стереотипи про можливості дівчаток в математиці та природничих науках різко знижують їх успішність на курсах з математики та природничих наук, а також їх інтерес до кар'єри в STEM. Дослідження показали, що гендерні відмінності в успішності зникають, якщо учням і ученицям кажуть, що в конкретному тесті з математики гендерні відмінності відсутні. Це вказує на те, що навчальне середовище може значно вплинути на успіх в навчанні.
Загроза стереотипу вивчалася на теоретичній та експериментальній основі. Досліджувалось, як загроза стереотипу і математична ідентифікація можуть вплинути на жінок, які спеціалізувалися в області, пов'язаній зі STEM. Три різних ситуації, призначені перевірці впливу стереотипу на продуктивність з математики: одну групу жінок проінформували, що чоловіки раніше перевершували жінок з тестом на обчислення, який вони збиралися пройти. Наступній групі сказали, що чоловіки і жінки виступали на одному рівні. Останній групі нічого не згадували про стать перед тестом. Жінки показали кращі результати, коли про стать не згадувалося. Найгірші результати були отримані, коли жінкам говорили, що чоловіки показали кращі за жінок результати. 

#### Вроджені вміння проти набутих
У деяких дослідженнях пропонується пояснення того, що області STEM (і особливо такі галузі, як фізика, математика і філософія) розглядаються вчителями та студентами як такі, що вимагають більшого вродженого таланту, ніж навичок, які можна засвоїти. У поєднанні з тенденцією розглядати жінок як менш здібних від народження, це може привести до того, що жінки стають менш кваліфікованими для роботи на STEM. У дослідженні Елліс, Фосдік і Расмуссена зроблено висновок, що без сильних навичок в обчисленні жінки не можуть виступати так само добре, як їх колеги-чоловіки в будь-якій області STEM, що призводить до того, що в цих областях кар'єру будує менше жінок. Великий відсоток жінок, які починають, але не продовжують кар'єру в STEM.
Було кілька спірних тверджень про вроджені здібності та успіхи в STEM. Кілька примітних прикладів включають Лоуренса Саммерса, колишнього президента Гарвардського університету, який припустив, що когнітивні здібності на високих посадах можуть викликати різницю в населенні. Саммерс пізніше пішов у відставку з поста президента.

## Стратегії збільшення представництва жінок
Існує безліч факторів, які можуть пояснити низьку представленість жінок в кар'єрі STEM. Анна-Марі Слотер, перша жінка, що обійняла посаду директора з планування політики в Державному департаменті США, недавно запропонувала деякі стратегії для корпоративної і політичного середовища, щоб підтримати жінок в досягненні найкращих результатів, з їх здібностей багато ролей і обов'язки, які вони беруть на себе. Академічне та дослідницьке середовище для жінок може принести користь, якщо застосувати деякі з пропозицій, які вона зробила, щоб допомогти жінкам досягти успіху, підтримуючи баланс між роботою та особистим життям .

### Соціально-психологічні заходи
Ряд дослідників перевірили заходи, спрямовані на зменшення загрози стереотипів для жінок в ситуаціях, коли оцінюються їх математичні та наукові навички. Борючись із загрозою стереотипів, ці інтервенції підвищують успішність жінок, заохочуючи більшу їх кількість продовжувати кар'єру в STEM.

#### Інформування про загрози стереотипів
Одна проста інтервенція - просте інформування людей про існування загрози стереотипу. Дослідження виявили, що жінки, яких навчали про загрозу стереотипу і про те, як вона може негативно вплинути на успішність жінок з математики, навіть коли загроза стереотипу була викликана, показали кращі результати, ніж жінки, яких не вчили про загрозу стереотипу перед тестом з математики.

#### Рольові моделі жінок у STEM
Один із запропонованих методів пом'якшення загрози стереотипів полягає в наданні позитивних рольових моделей жінок у STEM. Жінки, які проходили математичний тест, проведений експериментаторкою, не відчували зниження продуктивності в порівнянні з жінками, яких тестував експериментатор. Крім того, не сама фізична присутність експериментаторки, а скоріше розуміння її очевидної компетенції в математиці захистили учасниць від загрози стереотипу. 
Інше дослідження показало, що зразками для наслідування не обов'язково повинні бути люди з авторитетом або високим статусом, вони можуть бути з груп однолітків. Так, дівчатка в групах дівчаток краще виконували завдання на математичні навички, ніж дівчатка в змішаних групах: дівчатка з одностатевих груп мали більший доступ до позитивних зразків для наслідування в формі своїх однокласниць, які досягли успіху в математиці, ніж дівчатка зі змішаних груп. 
Інший експеримент показав, що виділення групових досягнень допомогло захистити жінок від загрози стереотипів. Учасниці груп, які читали про успішних жінок, навіть якщо ці успіхи не пов'язані безпосередньо з успішністю з математики, показали кращі результати в тесті з математики, ніж учасниці, які читали про успішні корпорації. 
Дослідження, присвячене ролі зображень з підручника в наукових досягненнях, показало, що жінки краще розуміли уривок з уроку хімії, коли текст супроводжувався контр-стереотипним зображенням (жінки-науковиці), ніж коли стереотипним (вченого-чоловіка). 
Проводяться також відмінності між працевлаштуванням і утриманням персоналу в розширенні участі жінок у STEM. Припускають, що, хоча жіночі та чоловічі рольові моделі можуть бути ефективними при наборі жінок в області STEM, жіночі рольові моделі ефективніші в просуванні утримання жінок в цих областях. Викладачки також можуть служити зразком для наслідування для молодих дівчат. Звіти показують, що присутність викладачок позитивно впливає на сприйняття дівчатками STEM і підвищує їх інтерес до кар'єри STEM.

#### Самоствердження та множинні цінності
Дослідження корисності самоствердження в зменшенні загрози стереотипу показали, що жінки, які підтвердили свою особисту цінність до того, як відчули загрозу стереотипу, показали такі ж результати з математики, що і чоловіки та жінки, які не зазнали загрози стереотипу.  
Подальше дослідження показало, що коротка письмова вправа, в якій студенти коледжів, зараховані на вступний курс фізики, писали про свої найважливіші цінності, істотно зменшило розрив в гендерних показниках і підвищило оцінки жінок. Вчені вважають, що ефективність вправ зі ствердженням цінностей полягає в їх здатності допомагати людям розглядати себе як складних особистостей, а не через призму шкідливого стереотипу. На підтримку цієї гіпотези інше дослідження показало, що жінки, яких заохочували малювати карти самооцінки з багатьма вузлами, не відчували зниження продуктивності в математичному тесті. Жінки ж, які не малювали карт самооцінки або малювали карти лише з кількома вузлами, показали значно гірші за чоловіків математичні результати. Ефект карт з багатьма вузлами полягав у нагадуванні досліджуваним про їх «множинні ролі і ідентичності», які не були пов'язані і, таким чином, не постраждали б від їх результатів у тесті з математики. 

### Організовані зусилля
Такі організації, як «Girls Who Code», «StemBox», «Blossom», «Girl-Engineer», «Girls Can Code» в Афганістані (очолювана Карлі Клосс), прагнуть спонукати жінок і дівчат досліджувати галузі STEM з домінуванням чоловіків. Багато з цих організацій пропонують літні програми та стипендії для дівчат, які цікавляться STEM. Уряд США фінансував подібні починання; Бюро Державного департаменту з питань освіти і культури створило «TechGirls» і «TechWomen», програми обміну, які навчають близькосхідних і північноафриканських дівчат і жінок цінним навичкам в областях STEM і заохочують їх продовжувати кар'єру STEM. Існує також ініціатива «TeachHer», очолювана ЮНЕСКО, першою леді Коста-Рики Мерседес Пеньяс Домінго і докторкою Джилл Байден, спрямована на усунення гендерного розриву в навчальних програмах і кар'єрі STEM. Ініціатива також підкреслює важливість післяшкільних заходів і клубів для дівчаток.
Поточні кампанії по розширенню участі жінок в областях STEM включають британську «WISE», а також програми наставництва, такі як ініціатива «Million Women Mentors», яка об'єднує дівчат і молодих жінок з наставницями STEM . Управління з питань політики в галузі науки і технологій США при адміністрації Барака Обами співпрацювало з Радою Білого дому у справах жінок і дівчаток з метою розширення участі жінок і дівчаток в областях STEM разом з кампанією «Навчати інноваціям».